# Juha Korkeaoja
Juha Sakari Korkeaoja (ur. 11 stycznia 1950 w Kokemäki) – fiński rolnik i polityk, od 2003 do 2007 minister rolnictwa i leśnictwa, od 1991 do 2011 poseł do Eduskunty.

## Życiorys
W 1969 zdał egzamin maturalny, a w 1976 ukończył studia rolnicze na Uniwersytecie Helsińskim. Pracował jako konsultant w regionalnym związku producentów rolnych i właścicieli terenów leśnych w Satakuncie. Od 1979 do 1991 pełnił funkcję dyrektora wykonawczego tej organizacji. W 1981 rozpoczął także prowadzenie własnego gospodarstwa rolnego.
Zaangażowany w działalność Partii Centrum. W 1991 po raz pierwszy uzyskał mandat deputowanego do Eduskunty. W fińskim parlamencie zasiadał nieprzerwanie od tego czasu do 2011, skutecznie ubiegając się o reelekcję w wyborach (w 1995, 1999, 2003 i 2007) z Satakunty.
Od kwietnia 2003 do kwietnia 2007 sprawował urząd ministra rolnictwa i leśnictwa w rządzie Anneli Jäätteenmäki i następnie w pierwszym gabinecie Mattiego Vanhanena.